# 27 весіль
«27 весіль» (англ. 27 dresses) — американська романтична комедія 2008 року. Режисер кінофільму — Енн Флетчер, у головних ролях знялися Кетрін Гейґл, Джеймс Марсден, Малін Акерман, Едвард Бернз. Прем'єра фільму відбулася в Лос-Анжелесі, Каліфорнія, 9 січня 2008 року. В Україні фільм було репрезентовано 20 березня.

## Сюжет
Головна героїня — Джейн Ніколз із дитинства більше за все мріяла про ідеальне весілля — таке саме весілля, яке було в її батьків. Проте їй ще не пощастило зустріти свого нареченого, тому вона влаштовувала ідеальні свята для своїх подружок. Таким чином вона побувала вже на 27 весіллях і всі сукні з цих весіль вона зберігала в своїй оселі, тому що в них вона була щасливою.
Джейн закохана в свого боса Джорджа. Він постійно хвалить її за бездоганну роботу й Джейн сподівається на те, що її почуття стануть взаємними.
Із Європи повертається молодша сестра Джейн — Тесс. Тесс раптово починає зустрічатися з Джорджем. Вони повна протилежність один одного, та Тесс бреше чоловікові, щоб закохати його в себе.
На одному з весіль Джейн зустріла журналіста Кевіна. Вона забула в машині свій блокнот, де було записано всі заплановані весілля. Виявилося, що Кевін — журналіст, який веде весільну колонку в журналі. Джейн просто обожнює його статті. Та при знайомстві дівчині здалося, що хлопець — неймовірний цинік, що не вірить у кохання й шлюб.
Кевінові прийшла в голову думка написати статтю про вічну дружку нареченої. Він кілька разів зустрічався з дівчиною. Поступово він почав у неї закохуватися. Він зрозумів, що Джейн не просто так постійно відвідує весілля — таким чином вона намагається забути про власну самотність. Тоді Кевін прохає редактора журналу не випускати його статтю в друк.
Кевін погодився поїхати з Джейн у справах весілля Тесс і Джорджа. Та вони потрапляють у зливу й машина застрягає. Вони весело проводять час у місцевій забігайлівці, співають їхню улюблену пісню й танцюють. Хлопець зізнається, що він вірить в ідеальне весілля, просто його самого покинула кохана.
Наступного ранку друком виходить стаття Кевіна. Джейн ображається на нього за це.
Тим часом Тесс і Джордж одружуються. Тесс просить Джейн, щоб вона виступила на її весіллі дружкою. Джейн неохоче погоджується. Тесс псує весільну сукню їхньої матері, у якій сама Джейн мріяла піти до шлюбу. Це остаточно налаштовує дівчину проти своєї егоїстичної сестри.
Джейн попереджає сестру, що якщо вона сама не розповість нареченому всю правду про себе, це зробить вона. Тесс відмовляється — для неї важливіше забезпечене життя з заможним чоловіком, ніж щирі почуття. Тоді Джейн привселюдно розкриває брехню сестри. Після того, як вона знищила шлюб свого боса й сестри, дівчина кепсько почувається. Кевін зустрічає її й дарує їй органайзер, щоб тій зручніше було планувати весілля подружок.
Джордж після невдалого весілля вирішує покращити стосунки з своєю помічницею Джейн. Вони цілуються, та обидва розуміють, що не закохані один в одного. Джейн вирушає на пошуки Кевіна й знаходить його на весіллі.
За рік відбулося ідеальне весілля Джейн і Кевіна, на якому були присутні 27 дружок.